# 孔林
孔林（こうりん）は、中華人民共和国山東省曲阜市北部一帯に位置する孔子とその一族の墓所。老木の広がる墓域には十万を超える孔子の子孫たちの墓碑が散在し、孔家墓地としては世界最大規模のものである。1994年以降、ユネスコの世界遺産（文化遺産）に孔廟・孔府とともに三孔として登録された。中国の5A級観光地（2007年認定）。
曲阜の県城の北門から孔林の正門までは、1,266mの長さの林道路と呼ばれる道が直線状に伸びており、コノテガシワの並木が続いている。県城出口には、孔子の最愛の弟子だった顔回の廟の顔廟があり、並木道の途中には明代に建てられた「万古長春」と刻まれた門のような石坊が道をまたいで建っている。孔林の正門である二林門をくぐると城壁に囲まれた広大な墓域の孔林に入り、やがて享殿という黄色い瓦の宮殿風の拝殿に着く。孔子の墓はこの後ろである。
孔子の陵墓は元来は泗水河岸に設けられ、犠牲を奉納するための煉瓦の基壇が存在した。現在の孔子の墓は半球形の丘であり、前に「大成至聖文宣王墓」と彫られた墓碑が立つ。文化大革命時代は紅衛兵が破壊侵入した痕跡が残る。この時紅衛兵は孔子の陵墓にも侵入したが、内部に人骨などの痕跡はなかったという。
孔子の死後、孔子の子孫たちの墓や、孔子を称える石碑などが周りに追加されていった。孔子の子孫は「衍聖公」の称号を授与され、乾隆帝の娘など皇族の姫を妻として迎えたため、墓の多くは高位高官の権威の象徴になっている。墓碑は漢代以降、宋・元・明・清代にわたる3,600の墓碑が残されている。1333年（至順4年）には孔林周辺城壁及び門の建設が開始された。後に13回の修復と拡張が孔林に対し行われた。18世紀の終わりには、高さ4mの城壁の長さは5km以上に及び、約2平方キロメートルの範囲を囲うようになっている。この範囲には、2000年の長きにわたり埋葬された10万人以上の孔子の子孫たちの墓がある。最も古いものは周代より、最も新しいものは第76代と第78代の子孫のものである。1万本以上のカシワやマツなどの古い木々が、墓所全体に森のような印象を与えている。